# Денні Міллз
Денні Міллз (англ. Danny Mills, нар. 18 травня 1977, Норвіч) — колишній англійський футболіст, захисник клубу «Манчестер Сіті».

## Клубна кар'єра
Вихованець футбольної школи клубу «Норвіч Сіті». Дорослу футбольну кар'єру розпочав 1994 року в основній команді того ж клубу, в якій провів чотири сезони, взявши участь у 66 матчах чемпіонату.
Протягом 1998—1999 років захищав кольори команди клубу «Чарльтон Атлетик».
Своєю грою за команду привернув увагу представників тренерського штабу «Лідс Юнайтед», до складу якого приєднався 19 липня 1999 року за 4,1 мільйони фунтів. Відіграв за команду з Лідса наступні чотири сезони своєї ігрової кар'єри. Більшість часу, проведеного у складі «Лідс Юнайтед», був основним гравцем захисту команди. 
Проте поступово Денні втратив місце основного гравця і сезон 2003/04 він провів на правах оренди в складі «Мідлсбро», допомігши їм виграти перший в своїй історії трофей — Кубка англійської ліги. 
Після повернення до Лідса, клуб не захотів продовжувати контракт з гравцем і він на правах вільного агента перейшов у «Манчестер Сіті». У сезоні 2004/05 він був основним гравцем, проте з відставкою Кевіна Кігана і приходом на піст головного тренера Стюарта Пірса Міллз втратив місце в основі. Тому з 2006 по 2008 рік Денні грав на правах оренди у складі«Халл Сіті», «Чарльтон Атлетика» та «Дербі Каунті».
До складу клубу «Манчестер Сіті» повернувся влітку 2008 року. Проте за весь наступний сезон так жодного разу і не вийшов на поле, після якого залишив клуб на правах вільного агента.
7 серпня 2009 року Денні заявив про завершення своєї кар'єри футболіста

## Виступи за збірну
21 травня 2001 року дебютував в офіційних матчах у складі національної збірної Англії. Всього за чотири роки провів у формі головної команди країни 19 матчів.
У складі збірної був учасником чемпіонату світу 2002 року в Японії і Південній Кореї, де зіграв в усіх п'яти іграх збірної на турнірі.

## Титули і досягнення
- Володар Кубка Футбольної ліги (1):

«Мідлсбро»: 2004